# Komotini
Komotini (gr. Κομοτηνή, bułg. Гюмюрджина, Gjumjurdżina, tur. Gümülcine) – miasto w północno-wschodniej Grecji, w administracji zdecentralizowanej Macedonia-Tracja, w regionie Macedonia Wschodnia i Tracja, w jednostce regionalnej Rodopy. Siedziba gminy Komotini. W 2011 roku liczyło 50 990 mieszkańców.